# Melívia (Larissa)
Melívia (en grec moderne : Μελίβοια) est un village et un ancien dème situé dans la périphérie de Thessalie en Grèce. Depuis 2010, il fait partie du dème d'Agiá.
Selon le recensement de 2011, la population du dème compte 2 195 habitants tandis que celle du village s'élève à 805 habitants.
La localité tire son nom de la cité antique de Mélibée (en).